# Lucas Calabrese
Lucas Calabrese (Olivos, 12 dicembre 1986) è un velista argentino.

## Palmarès

### Olimpiadi
- 1 medaglia:
  - 1 bronzo (Londra 2012 nel 470)